# Grand Prix 2013/2014 (volleyboll, damer)
Grand Prix 2013/2014 i volleyboll spelades helgen 5-6 januari 2014 i Duveholmshallen, Katrineholm. Det var den 17:e upplagan av Grand Prix och de fyra lag som låg först i Elitserien i volleyboll efter tio omgångar fick delta. Svedala Volleyboll vann titeln för första gången genom att vinna finalen över Hylte/Halmstad VBK med 3-1 i set. Gislaveds VBK tog bronsplatsen genom att besegra Katrineholms VK med 3-1 i set. Svedala vann sin semifinal över Gislaved med 3-2 medan Hylte/Halmstad vann sin semifinal över Katrineholm med 3-0.